# Вираз замкненої форми
Вираз замкненого вигляду або аналітичний розв'язок (англ. closed-form expression — вираз у замкненій формі) — математичний вираз зі скінченним числом стандартних операцій.

## Приклад: корені многочленів
Розв'язки будь-якого квадратного рівняння з комплексними коефіцієнтами можна виразити аналітично через додавання, віднімання, множення, ділення і добування квадратного кореня, кожне з яких є елементарною функцією. Наприклад, квадратне рівняння
{\displaystyle ax^{2}+bx+c=0,}
піддається обробці, оскільки його розв'язки можна виразити аналітично, тобто в термінах елементарних функцій:
{\displaystyle x={\frac {-b\pm {\sqrt {b^{2}-4ac}}}{2a}}.}
Так само розв'язки рівнянь третього та четвертого степенів можна виразити за допомогою арифметичних операцій, квадратних коренів та коренів n-го степеня. Проте існують рівняння п'ятого степеня без аналітичних розв'язків, наприклад x5 − x + 1 = 0 (див. теорему Абеля — Руффіні).
Вивчення існування замкнутих форм у коренів многочленів є початковою мотивацією і одним із головних досягнень теорії Галуа.

## Альтернативні визначення
Змінення визначення «стандартної операції» зі включенням додаткових функцій може змінити набір рівнянь з розв'язками в замкнутій формі. Багатьох кумулятивних функцій розподілу не можна виразити аналітично, якщо не вважати стандартними спеціальні функції, такі як функція помилок або гамма-функція. Рівняння п'ятого степеня можна розв'язати, якщо включити загальні гіпергеометричні функції, хоча розв'язок надто складний алгебрично, щоб бути корисним. Для багатьох практичних застосувань цілком розумно вважати стандартними гамма-функцію та інші спеціальні функції, оскільки їх чисельні реалізації широко доступні.

## Аналітичний вираз
Аналітичний вираз (також відомий як вираз у аналітичній формі або аналітична формула) — математичний вираз, побудований із використанням стандартних операцій, які легко обчислювати. Подібно до виразів замкненої форми, набір стандартних дозволених функцій може змінюватись, залежно від контексту, але завжди включає основні арифметичні операції (додавання, віднімання, множення та ділення), піднесення до степеня з дійсним показником (включно з добуванням кореня n-го степеня), логарифми та тригонометричні функції.
Однак, клас виразів, які вважають аналітичними, як правило, ширший, ніж клас виразів замкненої форми. Зокрема, зазвичай допускають спеціальні функції, такі як функції Бесселя і гамма-функція, а також часто допускають нескінченні ряди та неперервні дроби. З іншого боку, границі взагалі та інтеграли зокрема зазвичай виключають.
Якщо аналітичний вираз включає лише алгебричні операції (додавання, віднімання, множення, ділення й піднесення до степеня з раціональним показником) і раціональні сталі, його конкретніше називають алгебричним виразом.

## Порівняння різних класів виразів
Вирази замкненої форми є важливим підкласом аналітичних виразів, які містять обмежену чи необмежену кількість застосувань відомих функцій. На відміну від ширших аналітичних виразів, вирази замкненої форми не включають нескінченних рядів або неперервних дробів; не включають інтегралів чи границь. Дійсно, за теоремою Веєрштрасса — Стоуна будь-яку неперервну функцію на одиничному інтервалі можна виразити як границю многочленів, тому будь-який клас функцій, що містять многочлени, замкнений відносно границь, обов'язково включатиме всі неперервні функції.
Так само кажуть, що рівняння або система рівнянь мають розв'язок замкненої форми тоді й тільки тоді, коли принаймні один розв'язок можна подати у вигляді виразу замкненої форми; і кажуть, що воно має аналітичний розв'язок тоді й лише тоді, коли хоча б один розв'язок можна подати у вигляді аналітичного виразу. Існує тонка відмінність між «функцією замкненої форми» і «числом замкненої форми» при обговоренні «розв'язку замкненої форми», яку обговорено в (Chow, 1999) і нижче. Замкнений чи аналітичний розв'язок іноді називають явним розв'язком.

## Робота з виразами незамкненої форми

### Перетворення на вирази замкненої форми
Вираз:{\displaystyle f(x)=\sum _{n=0}^{\infty }{\frac {x}{2^{n}}}}не має замкненої форми, оскільки підсумовування включає нескінченне число елементарних операцій. Однак підсумовуванням геометричного ряду цей вираз можна подати в замкнутому вигляді:{\displaystyle f(x)=2x.}

### Диференціальна теорія Галуа
Інтеграл виразу замкненої форми сам собою можна або не можна подати у вигляді виразу замкненої форми. Це дослідження називають диференціальною теорією Галуа за аналогією з алгебричною теорією Галуа.